# Església de Sant Martí d'Empúries
Església de Sant Martí d'Empúries és al municipi de l'Escala protegida com a bé cultural d'interès local.

## Descripció
Situada dins del nucli antic de Sant Martí d'Empúries, al bell mig de la plaça Major. És edificada damunt les restes del fossat del castell medieval i del llenç est de la muralla.
És un edifici d'una sola nau amb la capçalera poligonal i contraforts als murs laterals i a l'absis. Aquest és de planta semidecagonal i presenta el basament rectangular. A l'interior del temple, tant la nau com el presbiteri estan coberts amb voltes de creueria separades per un gran arc apuntat. Als peus hi ha el cor, d'arc rebaixat i amb les impostes esculpides. A la meridional hi destaca la data de 1538, possible any de fi de les obres. És força probable que tant la sagristia, situada al sud del presbiteri, com la capella que actualment ocupa el baptisteri, als peus del temple, siguin obres posteriors datades al segle xviii. Hi ha altres elements decoratius a l'interior del temple, així com antigues peces de culte, força destacables: la clau de volta del presbiteri, policromada i amb la imatge del patró de la parròquia Sant Martí de Tours, l'ara romànica del segle x, dues ares paleocristianes del segle iv, una pica baptismal romànica dels segles xii-xiii i la pica beneitera del segle xvi.
A l'exterior, la façana principal és de composició simètrica, amb el coronament superior rectangular. La portalada és d'arc apuntat, amb tres motllures a manera d'arquivoltes decorades. Al timpà hi ha una làpida amb l'any 1507, inici de la construcció. Damunt la porta hi ha dues làpides medievals, corresponents a reformes de segles anteriors. Per sobre hi ha un gran rosetó central, format per diversos cercles en degradació i amb decoració calada de pedra. Corona la façana una cornisa, damunt la qual hi ha tres pilastres quadrades centrals, que fan de campanar. Actualment hi ha quatre campanes de diferents mides. Als costats hi ha dues grans pilastres rectangulars que delimiten l'estructura. Les úniques finestres obertes a l'exterior es troben a la façana a migdia i a la capçalera del temple. Són petites obertures d'arc de mig punt a trompetades.
L'obra és de pedra, amb aparell de carreuada a la façana principal i pedra sense treballar als murs laterals.

## Història

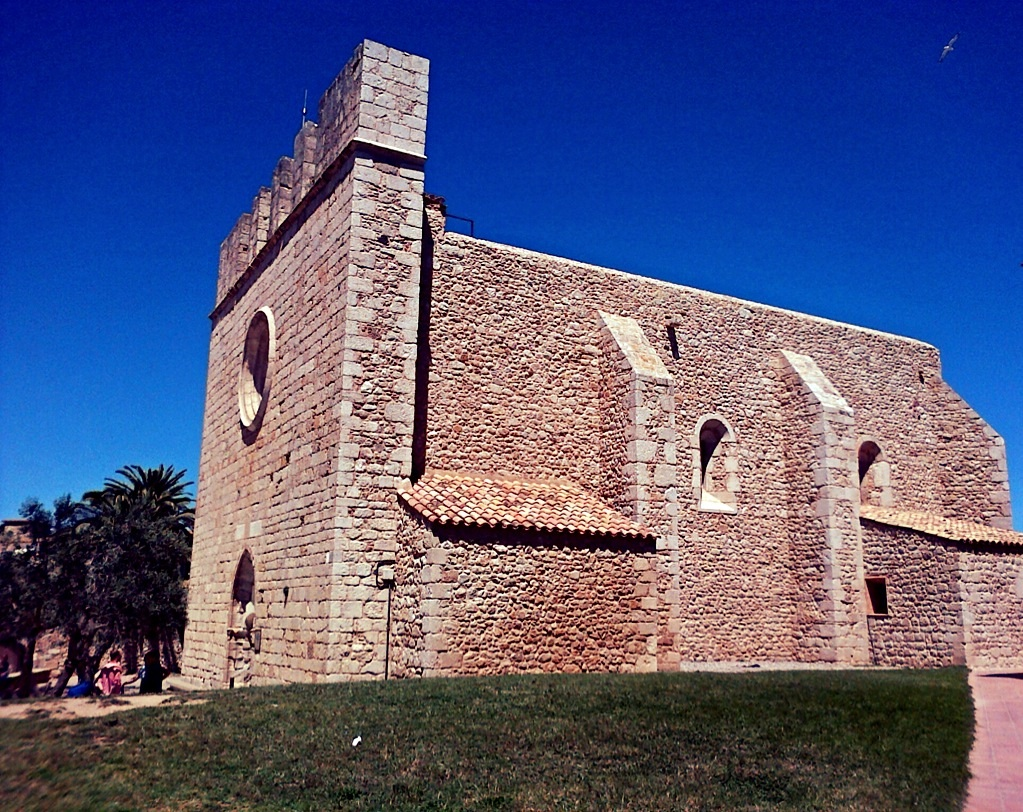
Església parroquial de Sant Martí d'Empúries

L'actual temple de Sant Martí d'Empúries va ser bastit al segle xvi per substituir l'edifici anterior. L'església s'esmenta per primera vegada l'any 843 en una acta judicial sobre les rendes del bisbat de Girona. Una de les làpides conservades a la façana actual, datada del 926, refereix a la restauració efectuada pel comte Gausbert en aquell període. La làpida sepulcral del sagristà Guillem de Palol esmenta les reconstruccions del segle xiii. L'actual església va ser construïda durant la primera meitat del segle xvi. La làpida situada damunt la porta d'accés informa que les obres van començar l'any 1507. A l'interior del temple es pot veure la data del 1538 en un cartell que mostra un àngel que serveix de mènsula de l'arc de sosteniment del cor. Aquesta data podria correspondre a l'acabament de l'edifici.
Durant les excavacions arqueològiques a la plaça Major es va trobar un motlle de fosa de campana d'inicis del segle xvi, segurament incorporada en aquesta nova església.
L'estructura bàsica del temple ha perdurat pràcticament fins a l'actualitat. Tot i això, l'any 1744 es va construir la sagristia, tal com es documenta en una data esculpida a la llinda de la porta d'accés situada al presbiteri.
A l'inici de la Guerra Civil espanyola (1936) es varen destruir els retaules barrocs dels segles xvii i xviii.
El 1947 es col·locaren dues campanes petites.
L'any 1995 es varen realitzar diferents obres de rehabilitació i arranjament que afectaren la teulada i la volta interior, el paviment, la sagristia, els finestrals, els bancs. També es col·locaren dues campanes grosses per acompanyar les petites. De la mateixa manera es va restaurar els murs exteriors, la porta d'accés al temple, els seus arcs i escultures.
L'any 1994, durant unes excavacions arqueològiques, es documentà l'antic cementiri, que existí des del segle xvi fins a l'any 1915. Es va recuperar alhora el mur sud de l'església enderrocant la construcció que l'unia a l'edifici de la Forestal.